# Капек, Антонин
Антонин Капек (чеш. Antonín Kapek; 6 июня 1922, Роуднице-над-Лабем — 23 мая 1990, Свинна) — чехословацкий коммунистический политик, член Политбюро ЦК Компартии Чехословакии, секретарь Пражского комитета КПЧ. Занимал неосталинистские позиции, был противником Пражской весны. Подписал обращение к руководству КПСС с призывом вмешаться в чехословацкие события, создавшее предлог для ввода войск Варшавского договора в августе 1968. Являлся активным проводником консервативной «нормализации». После Бархатной революции покончил жизнь самоубийством.

## Промышленная и партийная карьера
В ранней молодости Антонин Капек работал слесарем. В 1953 окончил в Праге машиностроительный факультет Чешского технического университета. Работал инженером, занимал административно-хозяйственные должности, в 1965—1968 был генеральным директором предприятия ЧКД в Праге. Состоял в правящей Коммунистической партии Чехословакии (КПЧ).
В 1958 Антонин Капек был кооптирован в состав ЦК КПЧ. С 1970 по 1988 — член Политбюро. С 1964 по 1989 — депутат Национального собрания и Федерального собрания ЧССР. Считался фаворитом первого секретаря ЦК КПЧ и президента ЧССР Антонина Новотного.

## Политик КПЧ

### Противник Пражской весны
Антонин Капек представлял в руководстве КПЧ технократическую часть партаппарата. При этом он придерживался неосталинистских позиций, был сторонником жёсткого партийного режима и экономической централизации.
В 1968 Антонин Капек враждебно отнёсся к реформам Пражской весны. В июне он написал личное письмо в ЦК КПСС с просьбой об оказании его «братской помощи» (по смыслу — силовом пресечении реформ). В августе Антонин Капек, Василь Биляк, Алоис Индра, Драгомир Кольдер и Олдржих Швестка как представители руководства КПЧ направили в ЦК КПСС т. н. «Пригласительное письмо» — обращение за «помощью и поддержкой всеми имеющимися средствами» для «спасения от опасности неминуемой контрреволюции». Через несколько дней после передачи этого документа последовал ввод в Чехословакию войск Варшавского договора.

### Деятель «Нормализации»
Антонин Капек был одним из главных проводников «нормализации» 1970—1980-х годов. В 1970-х Капек возглавлял Пражский комитет КПЧ. Его деятельность на этом посту подвергалась критике со стороны не только диссидентов, но и архитектурно-градостроительной общественности — за снос исторической железнодорожной станции Прага—Тешнов. Капек демонстративно подчёркивал свою приверженность просоветской линии, регулярно организовывал в Праге «месячники чехословацко-советской дружбы», публично высказывал благодарность СССР и КПСС за «интернациональную помощь» буквально по каждому поводу (например, при открытии нового маршрута метро). Являлся информатором КГБ под кодовым наименованием Vit.
С другой стороны, ориентация Антонина Капека на СССР привела к тому, что во второй половине 1980-х он стал высказываться в пользу экономических реформ в духе первого этапа советской Перестройки (хозрасчёт, самофинансирование и т. д.). Примыкал к умеренно-перестроечной группе, которую возглавлял Любомир Штроугал. Это вызвало резкий отпор консерваторов, в том числе Биляка и Индры. В апреле 1988 Антонин Капек был выведен из Политбюро (Президиума) ЦК КПЧ и заменён последовательным неосталинистом Мирославом Штепаном.

## Революция и смерть
Бархатная революция 1989 радикально изменила положение в Чехословакии. В ноябре новое руководство КПЧ провозгласило следование курсом Пражской весны. В декабре компартия уже была отстранена от власти. Действия Антонина Капека в 1968 году стали рассматриваться как национальная измена. В начале 1990 года он был исключён из КПЧ вместе с другими наиболее одиозными представителями режима.
Уже 4 января 1990 Антонин Капек предпринял попытку самоубийства — он выстрелил себе в голову на сеновале дачи своей дочери. Попытка не удалась, его перевели в психиатрическую клинику университетской больницы в Пльзене. Однако его решение уйти из жизни было непреклонным. 23 мая 1990 Антонин Капек повесился на чердаке дачи своей дочери.